# Bermuda Mystery
Bermuda Mystery é um filme de mistério estadunidense dirigido por Benjamin Stoloff e estrelado por Preston Foster, Ann Rutherford, Charles Butterworth, Helene Reynolds, Jean Howard e Richard Lane. O filme foi lançado em 1º de maio de 1944 pela 20th Century Fox.
Foi a primeira produção de William Girard para a Twentieth Century-Fox, sendo uma refilmagem de Murder among Friends de 1941, dirigido por Ray McCarey.

## Elenco
- Preston Foster como Steve Carramond
- Ann Rutherford como Constance Martin
- Charles Butterworth como Dr. Randolph Tilford
- Helene Reynolds como Angela
- Jean Howard como Sra. Valerie Tilford
- Richard Lane como Detetive Sargento Donovan
- Roland Drew as John Best
- John Eldredge como Lyman Brooks
- Theodore von Eltz como Lee Cooper
- Pierre Watkin como Herbert Bond
- Jason Robards, Sr. como Mark Dunham
- Kane Richmond como Frank Martin
- Olin Howland como Gas Station Owner